# Obligation (philosophie)
Pour les articles homonymes, voir Obligation.
« Obligatoire » redirige ici. Ne pas confondre avec obligataire.
En philosophie politique et en philosophie morale, l'obligation se distingue de la contrainte comme un concept normatif d'un concept positif : alors que la contrainte décrit une situation réelle où on est physiquement forcé de faire quelque chose, l'obligation décrit une situation où on n'a pas le droit de ne pas faire quelque chose.
Alors que la contrainte relève du fait, l'obligation relève de la justice ou du bien, voire du bien commun. Ainsi, un individu peut être contraint de ne pas voler (parce que la présence d'obstacles lui rend le vol matériellement impossible) ; mais c'est tout autre chose de dire qu'il a l'obligation de ne pas voler (parce que cela serait injuste et que cela lui est interdit moralement). 
Un des problèmes majeurs de la philosophie politique moderne consiste par exemple à fonder l'obligation aux lois de tous les citoyens : il ne s'agit pas d'abord de chercher comment faire pour que les citoyens obéissent effectivement aux lois, mais de chercher une forme politique telle que les citoyens n'aient pas le droit de ne pas obéir aux lois, c'est-à-dire tels qu'ils y soient moralement obligés.